# Jagdschloss Neuhausen

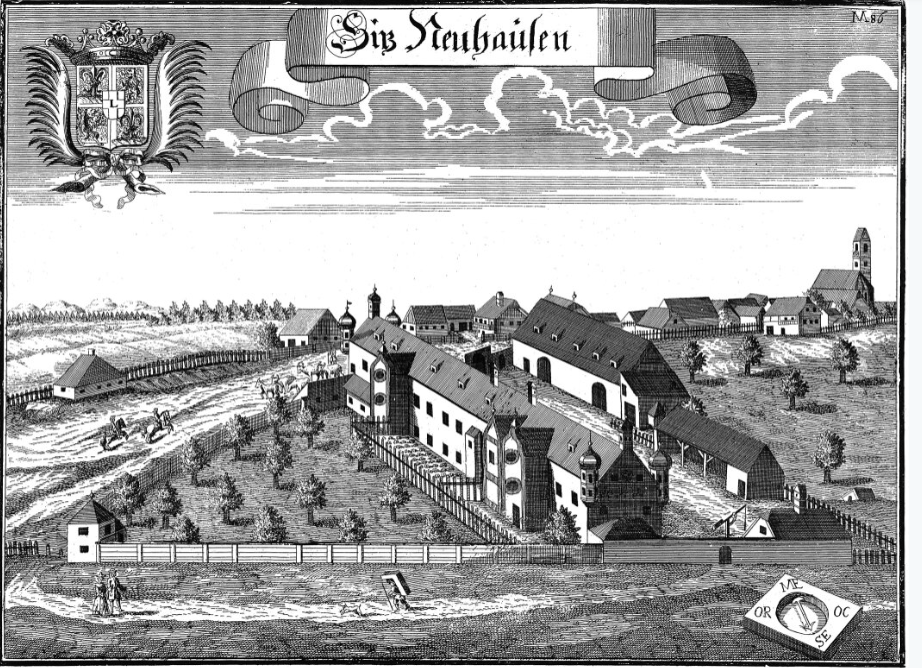
Jagdschloss Neuhausen nach einem Kupferstich von Michael Wening (1726)

Das Jagdschloss Neuhausen war ein Schloss in München-Neuhausen, das 1945  zerstört wurde.

## Geschichte
Das Schloss wurde in der 2. Hälfte des 18. Jahrhunderts als Jagdschloss durch die Wittelsbacher erbaut, Vorläufer war ein durch Michael Wening um 1701 dokumentierter Adelssitz. Von dem Bau ist nach der Kriegszerstörung im Jahr 1945 heute nichts mehr erhalten. Die Gaststätte Jagdschlössl Neuhausen gegenüber der früheren Stelle des Schlosses erinnert an die Geschichte des Orts.